# Електронски симбол
Симбол у електроници је пиктограм који се користи за представљање различитих електричних и електроничких компоненти или функција, попут жица, батерија, отпорника и транзистора, у шематском дијаграму електричног или електронског кола.
Ови су симболи данас углавном међународно стандардизовани, али се могу разликовати од земље до земље или инжењерске дисциплине, на темељу традиционалних конвенција. У савременим шемама електронских кола користи се неколико стотина симбола, али за ефикасан рад је неопходно запамтити свега неколико десетина, док се остали могу потражити у приручницима и књигама када затребају.

## Врсте симбола
Симболи се могу поделити у четири категорије:
- Основни симболи: напајање и уземљење, тачке спајања, улази и излази
- Електронске компоненте: отпорници, транзистори, диоде и пригушнице
- Логичка кола: I, ILI, NILI и NE (инвертор)
- Разноврсни други симболи: прекидачи, сијалице и остали хардвер

## Ознаке компоненти
Симбол компоненте на шеми често прати једна или више следећих ознака:
- Референтна идентификациона ознака: Идентификациона ознака, на пример R1 или Q3. Прихваћено је да се за тип компоненте користи слово. Обично се R користи за отпорник, C за кондензатор, D за диоду, L за индуктивни калем, T за трансформатор, Q за транзистор и U или IC за интегрисано коло. Ако у колу постоји више компонената истог типа, бројчани суфикс (R3, на пример) идентификује одређену компоненту.
- Каталошки број: Користи се ако је компонента стандардна, ако је реч о транзистору или интегрисаном колу, или уколико произвођач користи ознаке за обележавање својих производа. Примера ради, та ознака може бити 2N2222 (често коришћен транзистор) или 555 (тип интегрисаног кола које се користи у уређајима за мерење времена).
- Вредност: Користи се ако компонента нема каталошки број. Вредности се најчешће користе за отпорнике и кондензаторе. На пример, када се користи неки отпорник, вредност отпора (у омима) може бити наведена поред симбола отпорника или референтне идентификационе ознаке.

| Ознака     | Компонента       |
| ---------- | ---------------- |
| C          | кондензатор      |
| D          | диода            |
| IC (или U) | интегрисано коло |
| L          | индуктор         |
| LED        | светлећа диода   |
| Q          | транзистор       |
| R          | отпорник         |
| RLY        | релеј            |
| T          | трансформатор    |
| XTAL       | кристал          |

## Шематски дијаграм
Електронска шема или шематски дијаграм је графички приказ електричног кола. Шематски дијаграм показује како су повезане компоненте у колу, и служи као нека врста мапе за прављење електронских кола. На шемама су приказани електронски симболи који представљају компоненте и линије које представљају начин њиховог повезивања. Схеме имају две основне сврхе:
- Показују како да репродукујете коло. Читањем шеме, препознавањем симбола и праћењем њихових међусобних веза, можете направити коло приказано на шеми.
- Омогућавају да разумете како коло ради, како би се оно могло поправити или заменити неиправна компонента.